# Partido Demócrata Cristiano (Chile)
El Partido Demócrata Cristiano, llamado también Democracia Cristiana, es un partido político chileno, fundado el 28 de julio de 1957, mediante la unificación de diversos grupos socialcristianos. Participan en su creación la Falange Nacional, el Partido Nacional Cristiano y el Partido Conservador Social Cristiano, grupos escindidos del Partido Conservador y el Partido Agrario Laborista, y que junto a diversas agrupaciones e independientes, formaban la Federación Social Cristiana.
En la historia del siglo XX en Chile, el PDC ha tenido una posición de centro democrático y reformista, formando generalmente alianzas políticas con la centroizquierda. Teniendo un lugar importante de influencia dentro de la historia política del país, sus principales medidas en la historia de Chile son la «Reforma agraria», la llamada «Chilenización del cobre», así como también su participación en la recuperación democrática en diferentes períodos. En la elección presidencial de 1958 condujo la candidatura de uno de sus fundadores, Eduardo Frei Montalva, el cual fue superado por el independiente Jorge Alessandri, resultando elegido en la próxima elección para el período 1964-1970, para luego establecerse como oposición al gobierno de la Unidad Popular (UP), presidido por el socialista Salvador Allende, entre 1970 y 1973.
Luego del golpe de Estado del 11 de septiembre de 1973 dirigido por el general Augusto Pinochet, se constituyó como un actor político importante de la defensa de los derechos humanos, violentados durante la dictadura militar que rigió el país entre 1973 y 1990, y en la modernización del país durante la transición a la democracia, con su participación en los gobiernos de la Concertación de Partidos por la Democracia. En la década de 1990, dentro de dicha alianza, llegó nuevamente a la presidencia bajo los gobiernos de sus militantes Patricio Aylwin (1990-1994) y Eduardo Frei Ruiz-Tagle (1994-2000), participando también en las administraciones de Ricardo Lagos (2000-2006) y de Michelle Bachelet (2006-2010). En ese período fue el partido mayoritario —en términos de su adhesión electoral— de la Concertación. Desde 2010 hasta 2014, fue opositor al primer gobierno del líder de la Coalición por el Cambio Sebastián Piñera, para en 2013 formar parte de la Nueva Mayoría, que llevó nuevamente a la presidencia a la socialista Michelle Bachelet entre 2014 y 2018. Seguidamente, formó parte de la oposición al segundo gobierno de Piñera (2018-2022).
Fue el partido más votado del país entre las elecciones municipales de 1963 y en las elecciones parlamentarias de 2001. Hasta 2017 fue el partido con mayor representación en el Senado y el segundo en la Cámara de Diputados.[cita requerida]

## Historia
Tres militantes del PDC han ejercido como Presidentes de la República: Eduardo Frei Montalva (que gobernó entre 1964 y 1970), Patricio Aylwin Azócar (entre 1990 y 1994, período inmediatamente posterior a la dictadura militar encabezada por Augusto Pinochet) y Eduardo Frei Ruiz-Tagle (entre 1994 y 2000). Además, el partido participa en la Concertación de Partidos por la Democracia, pacto que logró la posterior elección de dos socialistas como Presidentes (después de Salvador Allende): Ricardo Lagos Escobar (2000), quien venció en una primaria abierta al precandidato democratacristiano Andrés Zaldívar; y Michelle Bachelet (2006), que se convirtió en candidata única de la Concertación tras el abandono de la abanderada del PDC, Soledad Alvear, semanas antes de que se realizaran las elecciones internas del pacto (mayo del 2005) debido al insuficiente apoyo que le auguraban las encuestas.

### Orígenes

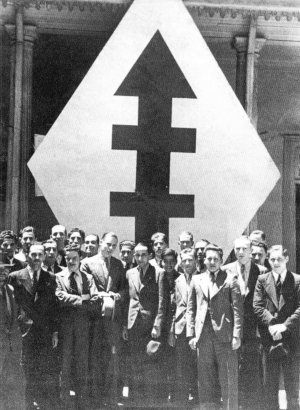
Falange Nacional, 1935 y 1957.

La historia del PDC se remonta a fines de la década de 1920, cuando comienzan a resquebrajarse las convenciones ideológicas que hasta ese momento había apoyado la juventud católica afiliada al Partido Conservador. Desde esos tiempos, grupos de jóvenes críticos se interesaron por influencias diferentes de las que animaban a sus líderes partidarios, que, en general, estaban imbuidos en las doctrinas decimonónicas del capitalismo liberal y de la defensa de la Iglesia católica frente a los avances de la secularización del Estado.
Por un lado, la nueva generación se dedicó al estudio de nuevos aspectos contenidos en la denominada doctrina social de la Iglesia, desde la publicación de la encíclica Rerum Novarum a fines del siglo anterior. Estos incipientes llamados pontificios a la conciencia social habían sido ignorados, hasta ese punto, por los grupos conservadores chilenos y por buena parte de la Iglesia Católica local.
Por otro, los jóvenes conservadores creían que esta doctrina social era la alternativa disponible para frenar el avance del comunismo, que conocían más de cerca que sus mayores debido a su participación en el ambiente universitario y a sus incursiones en las barriadas populares.
En el ámbito de la filosofía política, los grupos juveniles buscaron inspiración en la corriente denominada humanismo cristiano, que había surgido en Francia a partir de las publicaciones del autor Jacques Maritain. Este autor, básicamente, bogaba por la aplicación política del tomismo en el mundo moderno.
Los núcleos de juventud conservadora disidente estaban liderados por figuras como Bernardo Leighton, Eduardo Frei Montalva, Rafael Agustín Gumucio, José Ignacio Palma, Manuel Garretón y Radomiro Tomic.
Se organizaron en diversas agrupaciones que, en la mayoría de las ocasiones, funcionaron al interior del mismo Partido Conservador:
- 1928: Asociación Nacional de Estudiantes Católicos
- 1935: Movimiento Nacional de la Juventud Conservadora
- 1937: Falange Nacional

Al año siguiente de creada la Falange Nacional, en 1938 se produce el quiebre definitivo con los conservadores, a raíz de la campaña presidencial de ese año.
El período que siguió fue dedicado a la reagrupación de fuerzas y la fundación oficial del PDC, llevada a cabo en 1957 con el Partido Conservador Social Cristiano, grupo escindido del Partido Conservador. Posteriormente se sumaron al PDC grupos menores como el Partido Nacional Cristiano y los denominados agrario-laboristas.

### Primera campaña presidencial

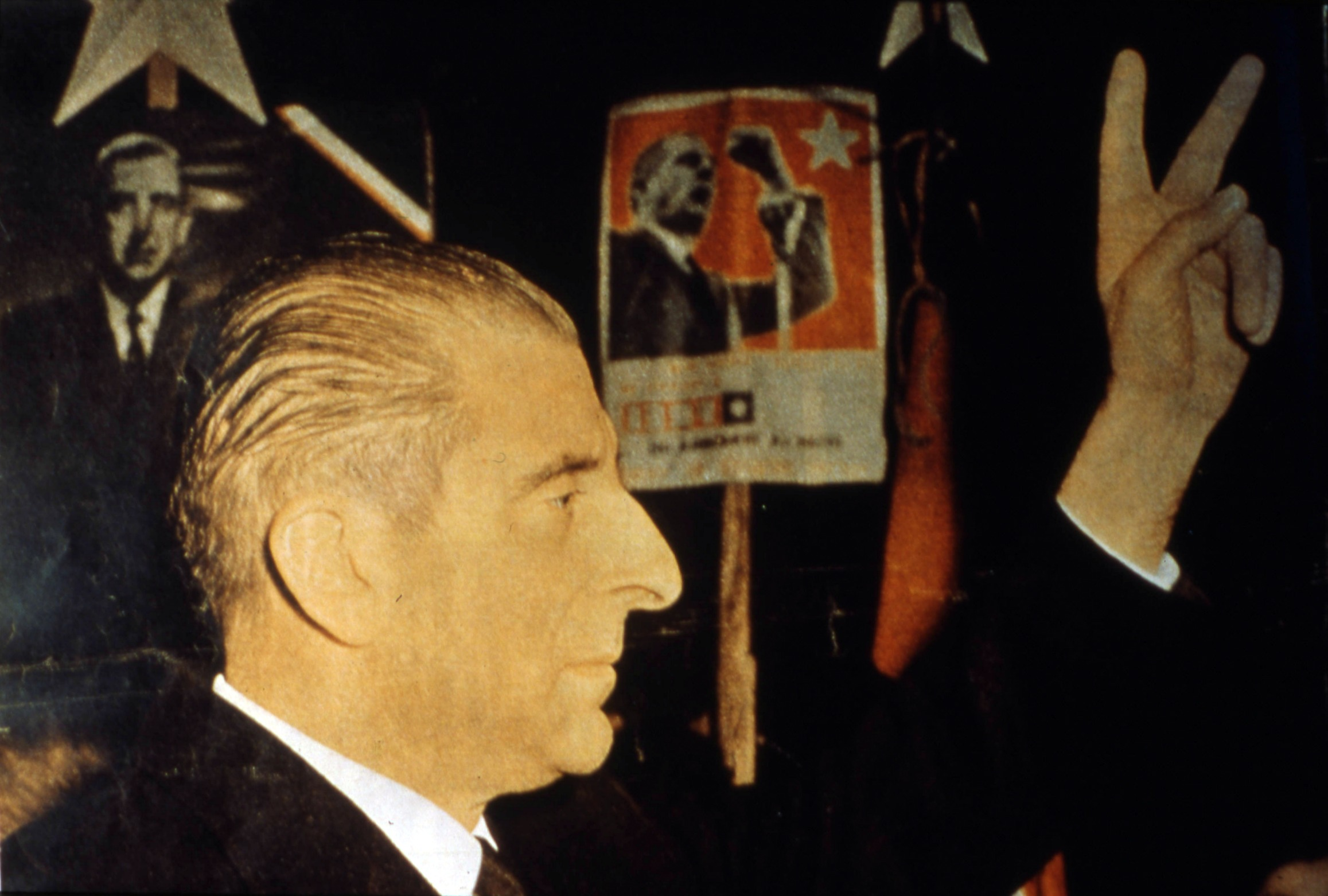
Eduardo Frei Montalva durante la campaña presidencial de 1964.

El PDC presentó a Eduardo Frei Montalva como candidato en las elecciones presidenciales de 1958, obteniendo 254 233 votos (20,7% de los votos válidamente emitidos), con lo que obtuvo el tercer lugar en la elección que ganó Jorge Alessandri (31,56%) y en la que resultó segundo el socialista Salvador Allende (28,85%).
De acuerdo con el Informe Church, en 1962 se inician las primeras ayudas financieras de la CIA al partido. Al año siguiente, las elecciones municipales de 1963 significaron un fuerte posicionamiento del PDC en el escenario político chileno. El PDC registró un aumento de su votación (22,8%) que si bien no era un incremento abultado respecto a la elección presidencial de 1958, alcanzaba para que la colectividad se ubicara como el partido más votado del país, desplazando de ese puesto al Partido Radical, que alcanzó un 21,5% de la votación.

### Frei Montalva al poder (1964-1970)

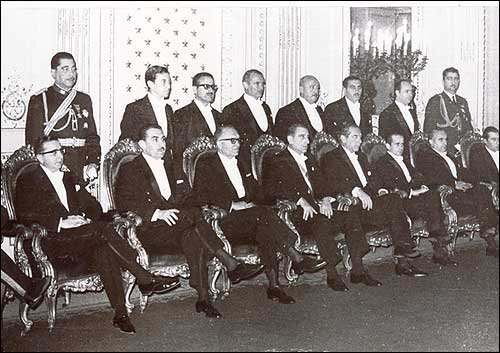
Gabinete de Eduardo Frei Montalva. Con el triunfo de Frei en 1964, se pudo conformar un equipo ministerial conformado casi completamente por demócratacristianos.

En el año electoral de 1964 nuevamente Frei se presentó como candidato presidencial del PDC.
Después se revelaría, en 1975, a raíz de una investigación del Senado de los Estados Unidos, que en esa ocasión el PDC fue considerado por el gobierno estadounidense de John Fitzgerald Kennedy, como una alternativa para frenar al comunismo chileno. Debido a esto, la campaña presidencial de Frei recibió una fuerte inyección de dineros por parte de la CIA.

"La elección presidencial de 1964 fue el ejemplo más prominente de un proyecto electoral a gran escala (de la CIA en Chile). La Agencia Central de Inteligencia gastó más de U$ 2.6 millones en apoyo a la elección del candidato demócrata cristiano, en parte para evitar el ascenso a la presidencia del marxista Salvador Allende. Más de la mitad de la campaña del candidato demócrata cristiano fue financiada por los Estados Unidos, aunque a él no se le informó de esta ayuda".
Informe Church

Con la ayuda económica de Estados Unidos y un discurso que concitó amplio apoyo de la clase media, el PDC logró elegir como presidente a Eduardo Frei Montalva en la elección presidencial de 1964. Frei obtuvo un 56,09% de los votos denominados "válidamente emitidos", sumando en la práctica el apoyo de los votantes de derecha, merced del pobre desempeño del candidato de ese sector, Julio Durán Neumann (4,98%). Frei de paso lograba impedir la elección del socialista Salvador Allende, quien había subido su votación respecto a la elección anterior, alcanzando el 39,83%.
Frei Montalva encabezó la llamada «Revolución en libertad», programa que planteaba una reforma estructural del país a través de la creación de cooperativas y nuevas organizaciones sociales de promoción popular, como juntas de vecinos y centros de madres. Se trataba de crear organizaciones de base capaces de enfrentar sus propios problemas. Con ello se pretendía mejorar las condiciones de vida de los sectores marginales, cambios que no se realizarían desde el Estado sino desde la comunidad misma. Por ello el gobierno de Frei Montalva dio especial impulso al sindicalismo y a la educación.
Además realizó la «Chilenización del cobre», que sería sucedida por la posterior nacionalización del metal rojo, durante el gobierno del presidente Allende, e impulsó la segunda Reforma agraria, que buscaba mejorar lo hecho por el gobierno de Alessandri.

### Divisiones internas: el MAPU y la Izquierda Cristiana
A fines de los años 1960 algunos sectores del partido, convencidos de la necesidad de transformaciones sociales más profundas, comenzaron a divergir de la línea oficial de la organización.
Así, en 1969, se separó un grupo que formó el partido Movimiento de Acción Popular Unitaria (MAPU). Lo propio ocurriría en 1971 cuando el sector llamado "tercerismo" del Partido Demócrata Cristiano reacciona ante el avance de las posiciones de derecha en la colectividad, fundando el Partido Izquierda Cristiana (IC). Ambas agrupaciones terminarían por formar parte de la coalición izquierdista de entonces, la Unidad Popular.

### Frente a Allende (1970-1973)

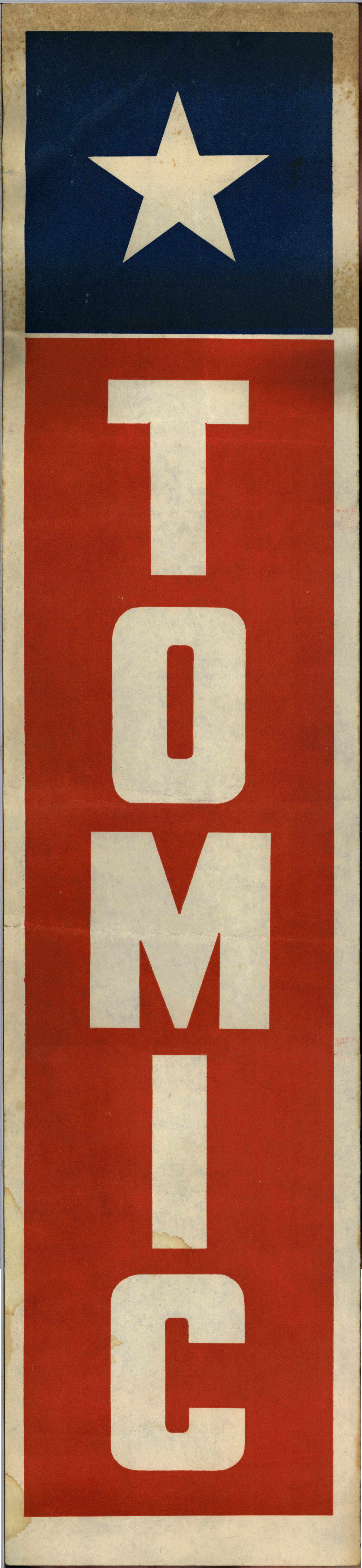
Afiche de Radomiro Tomic.

Durante el proceso de elección de Salvador Allende, el PDC asumió un rol protagónico. El partido llevó como candidato a Radomiro Tomic, quien perdió la elección de 1970, frente al socialista. Pero Allende no alcanzó la mayoría absoluta de los votos, por lo que debía ser ratificado por el Senado, que tradicionalmente se avenía a confirmar a la mayoría relativa. El PDC condicionó sus votos en el Senado a la firma de un Estatuto de Garantías Democráticas, ante el temor de que la "Unidad Popular" desconociera la propiedad privada e impusiera a todo trance políticas marxistas. Los partidos de la UP aceptaron y Allende fue ratificado.
Con el transcurso del tiempo, el gobierno de la UP se radicalizó. Las luchas internas entre el Partido Comunista (más moderado en la implantación del proyecto) y el Partido Socialista, desencadenaron en inestabilidad. El Partido Demócrata Cristiano, como colectividad de oposición, continuó siendo apoyada por el financiamiento de la CIA. Mientras por una parte participaba en las movilizaciones sociales en contra del gobierno, por otra buscaba salidas democráticas a la grave crisis nacional. Así, por ejemplo, se realizó una reunión entre el presidente del PDC y Allende, junto con el cardenal Arzobispo de Santiago, Raúl Silva Henríquez, gestión que no llegó a buen puerto.
En 1972 y 1973 formó parte de la Federación de Oposición Democrática (FOD) —junto con el Partido Democrático Nacional y el Partido Izquierda Radical— que estaba integrada dentro de la Confederación de la Democracia (CODE), coalición opositora a la Unidad Popular.

Según archivos desclasificados en 2017 por la CIA, uno de los más importantes dirigentes del PDC era un funcionario de la agencia. También los documentos desclasificados revelaron que la CIA envió a Venezuela a grupo de militantes del PDC para entrenarse en explosivos.
Una parte importante de los adherentes PDC pedía la salida forzosa de Allende, por el desconocimiento a las normas constitucionales, y el desapego a la ley y los órganos fiscalizadores. Todo terminó con el Golpe de Estado del 11 de septiembre de 1973.

### Rol en la dictadura militar (1973-1990)

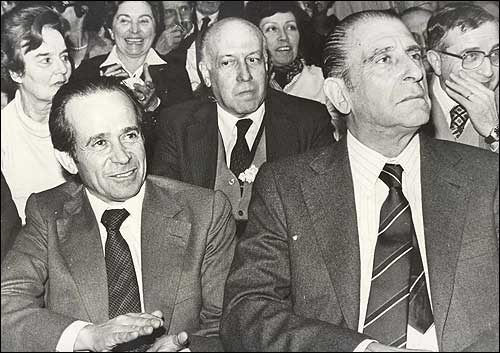
Andrés Zaldívar, Tomás Reyes y Eduardo Frei Montalva en el Caupolicanazo, acto en el teatro Caupolicán llamando a votar que «No» en el plebiscito de 1980.

El PDC no tuvo una reacción única frente al golpe militar. Muchos de los principales dirigentes, como Eduardo Frei Montalva, Patricio Aylwin o el rector de la Universidad de Chile, Edgardo Boeninger, manifestaron abiertamente su alivio por el derrocamiento de Allende, o al menos opinaron que era una salida inevitable. 
En cambio, otros dirigentes reunidos en el Grupo de los Trece, como Bernardo Leighton y Renán Fuentealba, denunciaron desde los primeros días los excesos del nuevo régimen. En un comunicado, emitido al día siguiente al de su directiva, condenaron el «derrocamiento del Presidente Constitucional de Chile». Señalaron que la oposición al gobierno «fue siempre planteada para preservar la continuidad del proceso de cambios que tuvo el honor de iniciar el gobierno de la Democracia Cristiana, y al mismo tiempo, para impedir su desviación antidemocrática». El golpe militar era para ellos responsabilidad de todos: de gobierno y oposición. En 1973 el cardenal Raúl Silva Henríquez publicó un documento acerca de la violación de los derechos humanos en Chile, documento que obtuvo la aprobación de militantes de la comuna de Conchalí. Este documento fue adoptado por el partido de la comuna de Conchalí, sin que pudiera ser difundido a otras comunas dado el problema de represión en 1973. En él participaron personas de la CPJ, Corporación de la Promoción de la Juventud, que funcionaba con apoyo del obispado de Santiago. Pero a su juicio, los mayores responsables fueron: primero, el dogmatismo sectario de la Unidad Popular, que no fue capaz de construir un camino auténticamente democrático para el socialismo conforme a la idiosincrasia chilena. El segundo, la derecha económica que aprovechó los errores de la UP para crear un clima de tensión, ceguera y pasión política que hizo imposible un consenso mínimo al descalificar a todo aquel que lo buscara con objetividad y cordura.

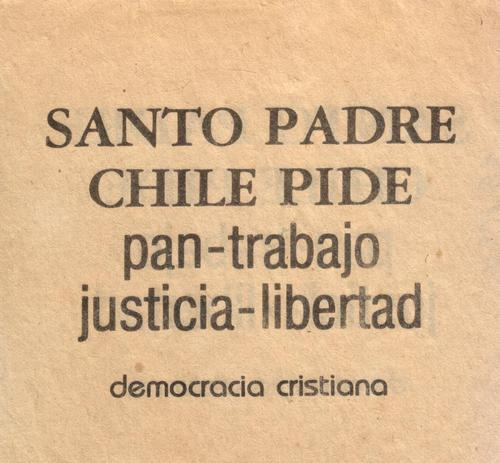
Folleto de la DC chilena ante la visita de Juan Pablo II al país.

Al poco tiempo de asumida la dictadura militar encabezada por Augusto Pinochet, el apego al poder de este, y las posteriores denuncias de atentados contra los derechos humanos de los militantes de la izquierda chilena, llevaron al PDC a declararse oficialmente en oposición al régimen imperante. Numerosos fueron los democratacristianos que participaron en la defensa de los derechos humanos. Así, Andrés Aylwin, Roberto Garretón Merino, Jaime Hales, Jaime Castillo Velasco, Alejandro González, Luis Toro, Máximo Pacheco Gómez, Alejandro Hales, entre otros. Por otra parte, algunos demócrata-cristianos apoyaron abiertamente a la dictadura militar, por lo que fueron expulsados del partido; parte de ellos crearon el Movimiento Social Cristiano (MSC), que se integró dentro de Renovación Nacional al momento de su fundación en 1987.
Por su parte, Pinochet en diversas ocasiones insinuó que la oposición del PDC a su mandato se debía a cierto supuesto desengaño de Frei, quien habría creído en un primer momento que los militares le terminarían por hacer entrega voluntaria del gobierno.

### Transición a la democracia y gobiernos de la Concertación (1990-2010)
Posteriormente el PDC fue impulsor de la Alianza Democrática, que encabezada por Gabriel Valdés pretendía movilizar al pueblo, para acabar mediante un plebiscito con la dictadura militar. Esa alianza fue la antecesora de la actual Concertación de Partidos por la Democracia, que desde el 1990 hasta el 2010 gobernó el país. El 8 de septiembre de 1986 fue uno de los firmantes del documento Bases de Sustentación del Régimen Democrático, que consistía en una ampliación y profundización del Acuerdo Nacional para la Transición a la Plena Democracia de 1985, y que daría origen en noviembre de 1986 al Acuerdo Nacional Democrático, coalición política de corta duración.
Patricio Aylwin (1990-1994) y Eduardo Frei Ruiz-Tagle (1994-2000) han sido los dos militantes demócrata-cristianos que se han desempeñado en la Presidencia de la República desde el inicio de la transición a la democracia.
El Partido Demócrata Cristiano hasta fines de los años 2000 estaba dividido en dos corrientes principales, los "colorines" (en referencia a Adolfo Zaldívar), quienes son de tendencia más conservadora y proclive a la centro-derecha, y los "guatones" o "alvearistas" (en referencia a Soledad Alvear), quienes son de tendencia más progresista y cercanos a la centro-izquierda. También podemos mencionar a los DC más antiguos, como Zaldívar, Walker, Frei, entre otros, apodados los "Príncipes".
Precisamente esta pugna se vislumbró de forma más clara en las elecciones para la presidencia de la DC de 2006, en las que ganó la Senadora por Santiago Oriente Soledad Alvear (la primera mujer en este cargo), quien en 2005 fuera electa como primera mayoría nacional al obtener un 43,76% de los votos en dicha circunscripción. Alvear se hizo de la directiva el 30 de abril de 2006 al obtener más de un 68% de los votos de los militantes de su partido, derrotando a los diputados Jaime Mulet (representante "colorín"), y Pablo Lorenzini.
El lunes 26 de noviembre de 2007, la directiva alvearista suspendió en su militancia al líder de los colorines, Adolfo Zaldívar, debido al acuerdo contra el financiamiento del Transantiago que el senador había firmado con la derecha parlamentaria. Finalmente, el 26 de diciembre del mismo año, el Tribunal Supremo del partido aprueba su expulsión. Al día siguiente el parlamentario leyó un comunicado, en donde afirma que "el pueblo será quien los expulse a ellos (los demócrata-cristianos), por abusar del poder obscenamente", y afirmó que formará un nuevo referente político. El 7 de enero de 2008 renunciaron cinco diputados colorines al partido: Alejandra Sepúlveda, Jaime Mulet, Pedro Araya, Carlos Olivares y Eduardo Díaz del Río. El 6 de marzo de 2008 se inscribe como candidata a la reelección a la presidencia del Partido Demócrata Cristiano, siendo proclamada nuevamente Presidenta dado que no se dieron más inscripciones de listas.
Luego de la serie de renuncias al partido, un grupo de exmilitantes funda el Movimiento Humanista Cristiano, y otros ex demócrata-cristianos, liderados por Adolfo Zaldívar, deciden unirse al Partido Regionalista de los Independientes para enfrentar las próximas elecciones.
El día 13 de diciembre en reunión de Junta Nacional este partido luego de la renuncia de su opción presidencial, la senadora Soledad Alvear, proclamó al senador Eduardo Frei Ruiz-Tagle como su candidato presidencial para las elecciones de 2009.

### Oposición a Piñera (2010-2014)
Luego de ser derrotado Eduardo Frei Ruiz-Tagle en la segunda vuelta de la elección presidencial de 2009-2010, y pasar a la oposición luego de 20 años, el 29 de agosto de 2010 se realizó la elección de Mesa Directiva Nacional, donde se alzó como presidente de la colectividad el senador y excanciller Ignacio Walker tras vencer, por amplio margen, al también excanciller Mariano Fernández y al dirigente comunitario Leonel Sánchez Jorquera.
Para la primaria presidencial de 2013 de la Nueva Mayoría (coalición de centroizquierda sucesora de la Concertación), el Partido Demócrata Cristiano apoyó la candidatura de Claudio Orrego. Tras la derrota de Orrego, quien obtuvo el 8,85% de los votos, el partido entregó su respaldo oficial a Michelle Bachelet, candidata de la coalición, quien posteriormente ganó la elección presidencial. Con ello, el PDC volvió al gobierno.

### Nueva Mayoría y divisiones internas (2014-2021)

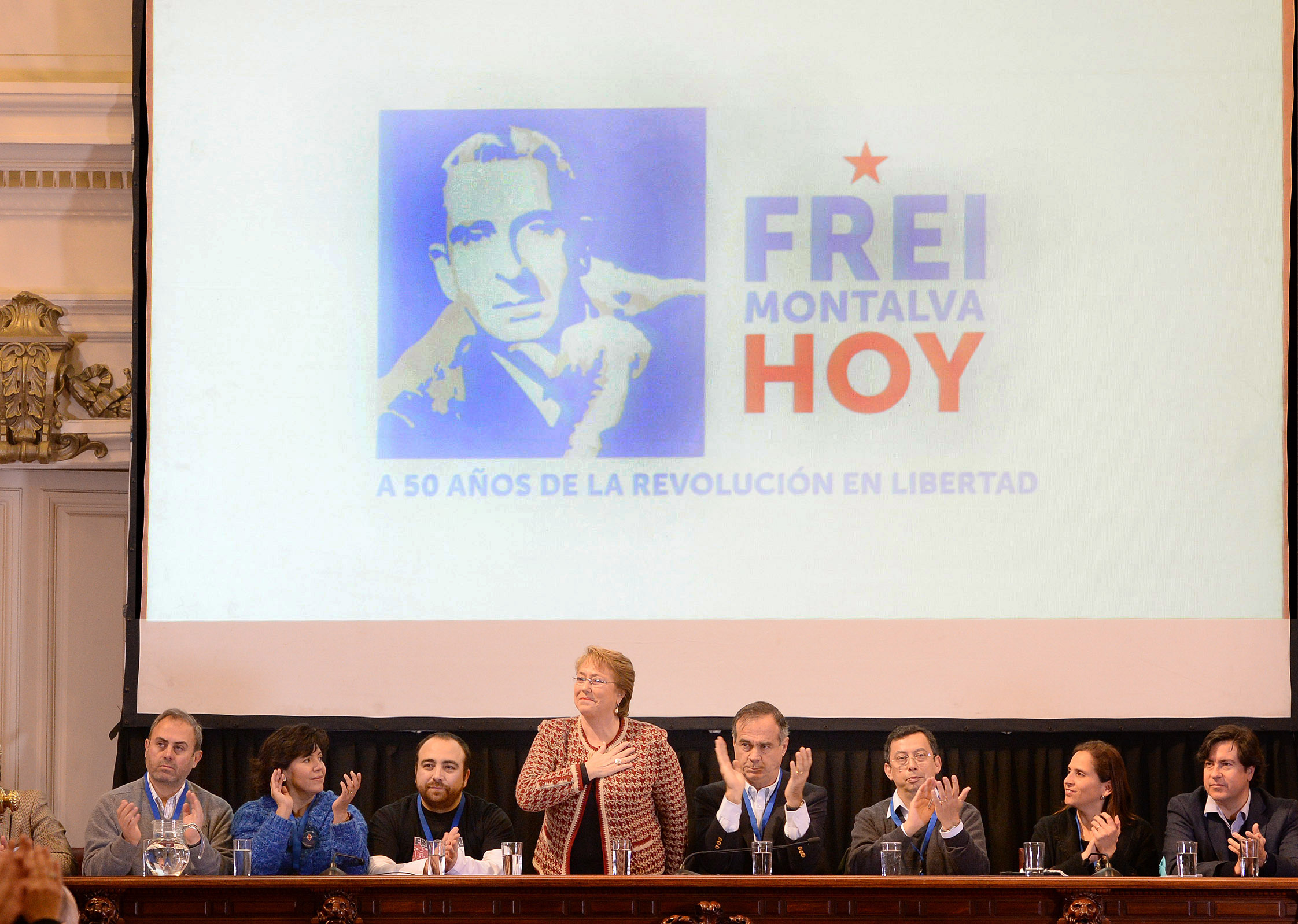
Michelle Bachelet en conmemoración al expresidente Frei Montalva.

El 29 de marzo de 2015 se realizaron elecciones internas en el partido para elegir a su nueva directiva, donde se enfrentaron Jorge Pizarro, Ricardo Hormazábal y Rodrigo Albornoz, en las cuales Pizarro fue elegido por el 72,87 % de los votos.
El 3 de enero de 2016, un grupo de militantes del PDC, encabezados por Mariana Aylwin, publicaron un manifiesto titulado «Progresismo sin progreso: el legado de la Nueva Mayoría para Chile» en el cual se realizaba una crítica a la Nueva Mayoría y a las reformas implementadas por el gobierno de Michelle Bachelet. Dicho grupo posteriormente sería bautizado como «Progresismo con Progreso», y generaría distintos roces al interior del partido debido a sus críticas hacia el gobierno, y otras acciones como el anuncio de que no votarían por Alejandro Guillier en la segunda vuelta de la elección presidencial —aun cuando el partido había entregado su apoyo al candidato— y los dichos de Mariana Aylwin respecto de que se sentía más identificada con la coalición de derecha Chile Vamos, lo cual a su vez motivó un recurso en el Tribunal Supremo del partido para tramitar su expulsión de la colectividad. El 5 de enero de 2018 se anunció la renuncia de Mariana Aylwin al partido junto a otros 30 militantes que adhieren a Progresismo con Progreso. El 22 de abril anunció la misma decisión la exministra Soledad Alvear, quien junto a su esposo, Gutenberg Martínez —el cual renunció al partido el 28 de abril—, han sido críticos de la situación del partido. En los días siguientes renunciaron otros militantes del partido, como el exdiputado Zarko Luksic y el exvicepresidente de Corfo Felipe Sandoval, además de miembros de la juventud del partido que anunciaron su adhesión al movimiento político liderado por Alvear.
A principios de abril de 2019, la DC decidió tomar distancia del resto de los partidos de oposición y apoyar la idea de legislar una reforma tributaria en el segundo gobierno de Sebastián Piñera. El 17 de ese mismo mes, luego de varias postergaciones. El tratado TPP-11 (iniciativa votada por la Cámara de Diputados), fue ratificado tras los votos del Partido Demócrata Cristiano para su aprobación, junto a algunos parlamentarios de distintas bancadas.
El 17 de mayo, la reforma al sistema de pensiones (pro–AFP del segundo gobierno de Sebastián Piñera), fue aprobada en la Cámara de Diputados gracias a los votos favorables del Partido Demócrata Cristiano y el Partido Radical, volviendo la iniciativa a la comisión de Trabajo, donde inicialmente había sido rechazada.

### Fin de la alianza con los socialistas y posición frente al gobierno de Gabriel Boric (2022-)
El 20 de diciembre de 2021 los dirigentes de los partidos Socialista, Por la Democracia, Radical y Liberal acordaron reunirse para conformar una alianza política de centro-izquierda denominada Socialismo Democrático y que, por primera vez desde la vuelta a la democracia, no incluiría al Partido Demócrata Cristiano.
El 20 de enero de 2022 el presidente electo de Chile, Gabriel Boric convocó a la coalición Socialismo Democrático a integrar de manera oficial su gobierno, y ratificó la exclusión del Partido Demócrata Cristiano de su gabinete gubernamental.
El 21 de enero de 2022 el jefe del comité de senadores del Partido Demócrata Cristiano, Francisco Huenchumilla, en declaración pública señaló el término del ciclo histórico de la alianza de su partido con los socialistas. El 25 de enero de 2022, el exministro, exsenador y expresidente del PDC, Ignacio Walker, sostuvo que el eje PS-DC ya no existe y que como partido deben asumirse como una minoría que hará política desde la oposición.
El 4 de febrero de 2022, Carmen Frei, presidenta de la colectividad manifestó la molestia de su partido en relación con el término unilateral que propició el bloque Socialismo Democrático respecto a la alianza política histórica que sostenían desde el retorno a la democracia. Señaló que habría esperado otro trato por parte de sus ex socios políticos.
En marzo de 2022 el alcalde de La Granja, Felipe Delpin, fue elegido como presidente del PDC, en una polémica elección en donde la lista perdedora, liderada por la diputada Joanna Pérez, acusó irregularidades.
Para el plebiscito constitucional de 2022 la Junta Nacional del Partido Demócrata Cristiano decidió apoyar la opción Apruebo, en una definición que causó un quiebre al interior del partido debido a que figuras como el expresidente Eduardo Frei Ruiz-Tagle, la senadora Ximena Rincón, el senador Matías Walker y el exconvencional Fuad Chahín, entre otros, se inclinaron por el Rechazo. Los díscolos terminaron siendo enviados al Tribunal Supremo del partido por no acatar la resolución de la Junta Nacional.
El plebiscito terminó con una contundente victoria para la opción Rechazo, lo que llevó a Delpin a renunciar a la presidencia del PDC tras cinco meses en el cargo, en medio de las fuertes tensiones internas. Aldo Mardones, primer vicepresidente de la directiva, quedó como presidente interino. La crisis desatada tras el plebiscito derivó en la salida de algunos militantes como los exministros René Cortázar y José Pablo Arellano, quienes se sumaron al movimiento Amarillos. El 10 de octubre de 2022 el gobernador de la Región Metropolitana, Claudio Orrego, anunció su renuncia al PDC tras 33 años de militancia.
El 26 de octubre del mismo año renuncia a su militancia el gobernador regional de los Lagos, Patricio Vallespín, tras 40 años de militancia. Al otro día, el 27 de octubre, anuncian su renuncia a la DC los senadores Ximena Rincón y Matías Walker, quienes conformaron un nuevo partido llamado Demócratas. El 13 de noviembre el diputado Miguel Ángel Calisto también renuncia al partido. El día 30 de noviembre los  Diputados Joanna Pérez y Jorge Saffirio, también renunciaron al partido. La renuncia de militantes de la facción moderada del partido tras el plebiscito  constitucional de 2022 confirma el viraje ideológico de la DC hacia la centroizquierda, el cual se revalida  apoyando la opción "En Contra" en el plebiscito constitucional de 2023 y también a través de la inclusión del partido en la lista electoral de la elección municipal de 2024 que representa a la alianza de gobierno del presidente Boric "Contigo Chile Mejor".

### Regreso al oficialismo
El 26 de junio de 2025, la Junta Nacional del partido decidió apoyar la candidatura presidencial de la comunista Jeannette Jara con más del 60% de los votos de sus miembros e ir en una lista parlamentaria única junto a la coalición de izquierda, centroizquierda y centro Unidad por Chile. Tras el resultado, Alberto Undurraga decidió renunciar a la presidencia del partido, asumiendo de manera interina el senador Francisco Huenchumilla. El Partido Demócrata Cristiano de Chile fue suspendido de la Organización Demócrata Cristiana de América en agosto de 2025.

## Organización

### Estructura interna

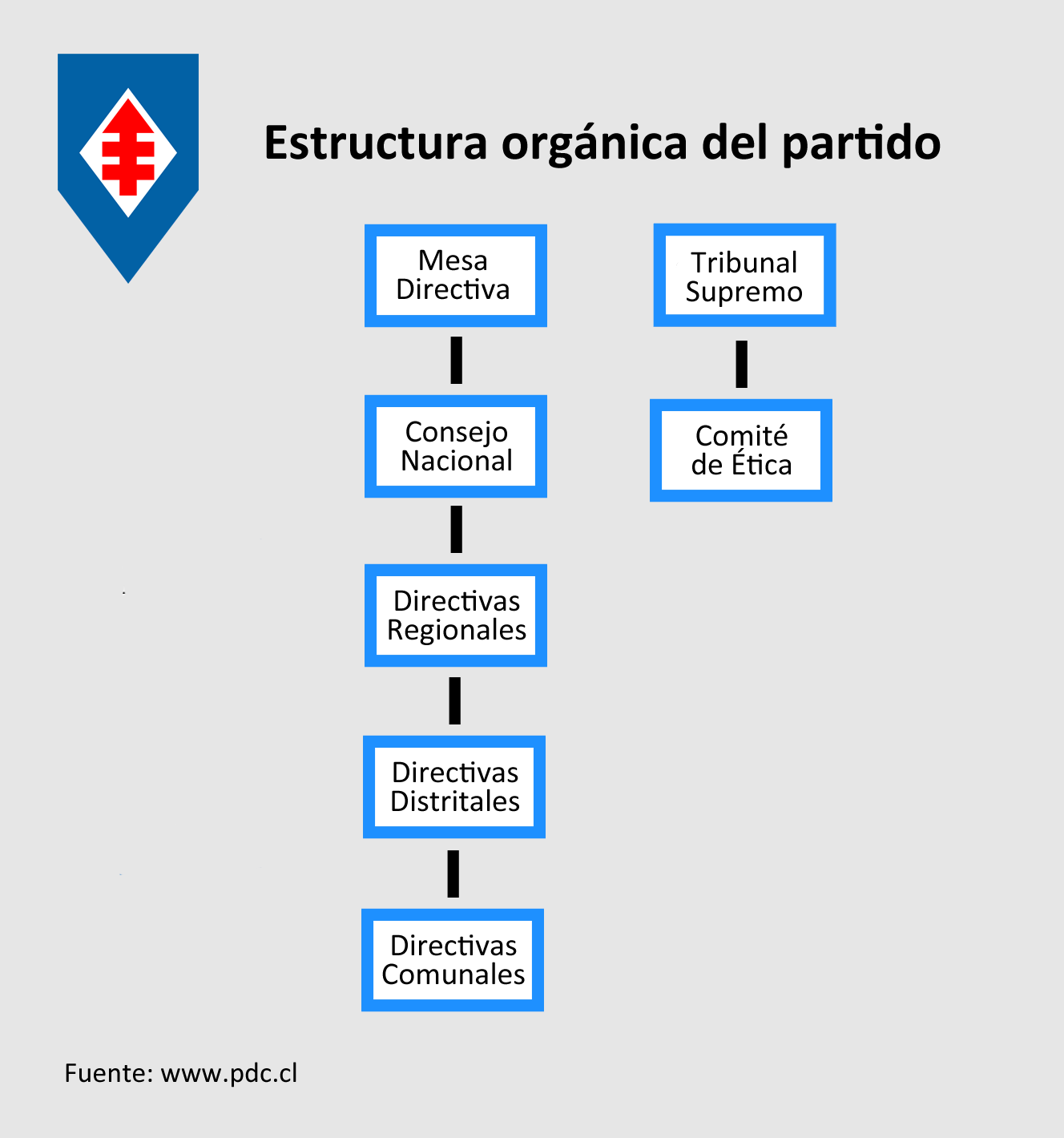
Estructura orgánica del PDC.

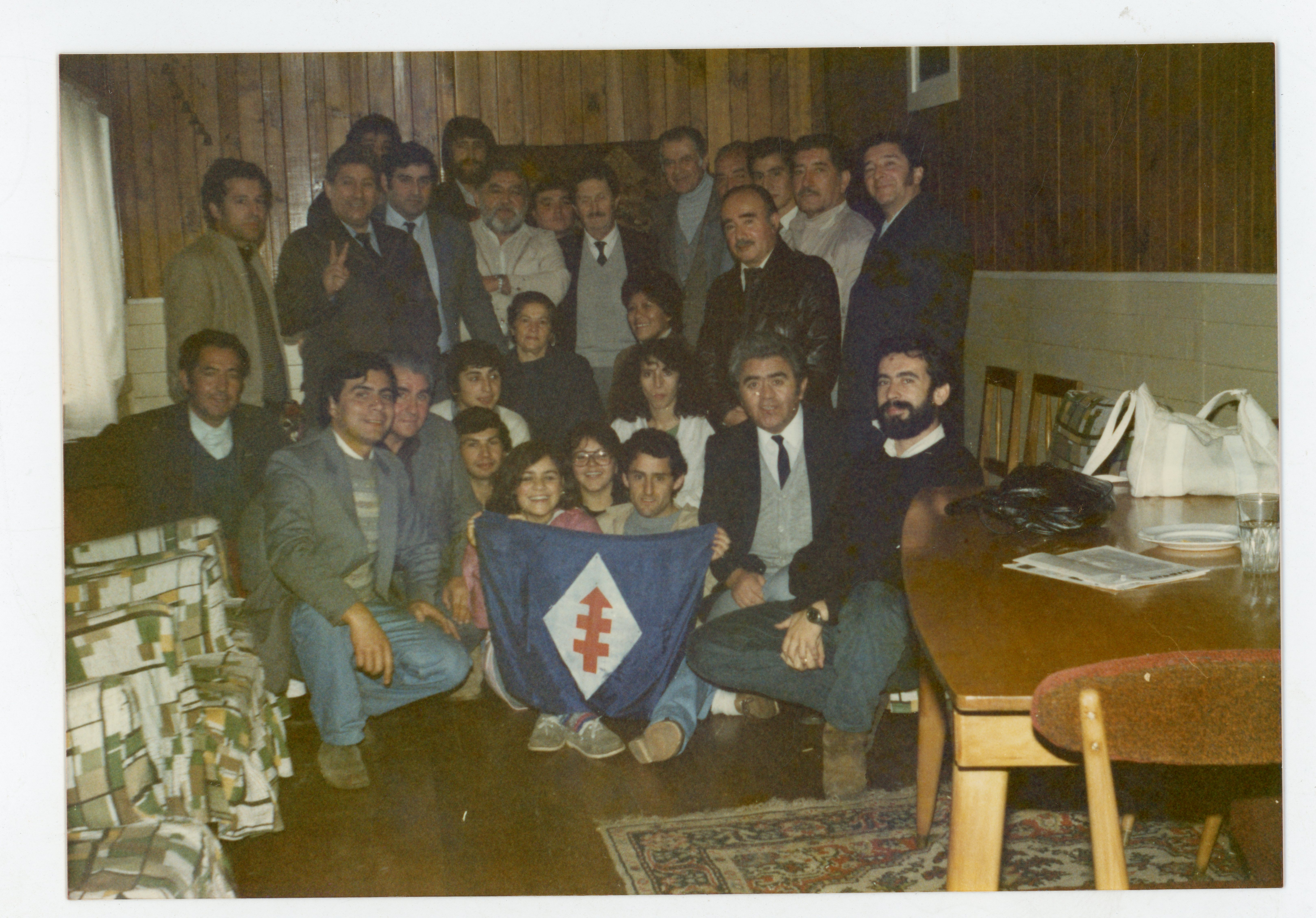
Reunión de militantes del Partido Demócrata Cristiano

Hacia 1960, los estatutos del PDC señalaban que su unidad básica es la comuna, que desarrollaría su acción a través de los grupos orgánicos. Cada grupo se constituirá con militantes que se instruirán de la doctrina del partido, trabajando en la organización y difusión de los principios del mismo. El grupo elegirá un jefe –que será el representante ante el Consejo Comunal–, y deberá celebrar reuniones cada quince días.
La vida orgánica del partido se estructura en dos géneros de organismos: Los políticos o juntas, cuyas directivas se denominan Consejos, y en los cuales en el plano comunal, provincial o nacional, los militantes ejercen la plenitud de los derechos y obligaciones que prescriben en los estatutos. En segundo lugar, los departamentos, que son organismos especializados para preparar y cumplir los programas, planes o tareas ordenadas por el partido, ya sea en el plano nacional, provincial o comunal. Los departamentos son: el Sindical; el de Campesinos; el de Pobladores; el de Cooperativas; el de Capacitación Doctrinaria; el Técnico; el Electoral; el Municipal; el de Acción Social; el de Finanzas y el Internacional.
Los organismos políticos del PDC en aquella época fueron, la Junta Comunal: "que investirá la máxima autoridad del Partido dentro de ese territorio y estará integrado por todos los militantes de los diversos grupos de la comuna. Dentro del mes de abril de cada año deberá constituirse para elegir su Consejo, y fijar las fechas en que se celebrarán las sesiones ordinarias... (...)”. Así mismo, se constituía una junta provincial, que era la máxima autoridad del partido dentro de su jurisdicción. Corresponderá a la junta provincial, estudiar los problemas de interés regional y nacional, debatirlos y proponer soluciones a quien corresponda. La junta debía sesionar a lo menos una vez cada tres meses. Y por último, el Consejo Nacional: Que estará compuesto por: la mesa directiva; diez consejeros; un representante del Senado y un representante de los diputados. Le corresponderá dirigir al partido en conformidad con los acuerdos del Congreso y de la Junta Nacional. Autorizar a los militantes del partido para que acepten los cargos de ministro de Estado, representante diplomático o cualquier otro cargo político o administrativo de confianza del presidente de la República. Dirigir la acción de los parlamentarios del partido en el Congreso Nacional, autorizarlos para que se ausenten del país o de sus funciones durante su período legislativo y concertar pactos de acción parlamentaria. Dictar y modificar los reglamentos por lo que se rijan los departamentos del partido y designar sus directores nacionales. El Consejo Plenario Nacional: El consejo plenario nacional podrá abreviar o prorrogar este plazo en sesión especialmente convocada al efecto, debiendo tomarse el acuerdo por la mayoría absoluta de sus asistentes. La prórroga no podrá acordarse por más de un año, debiendo fijarse la fecha y determinarse la sede con no más de 120 días de anticipación.

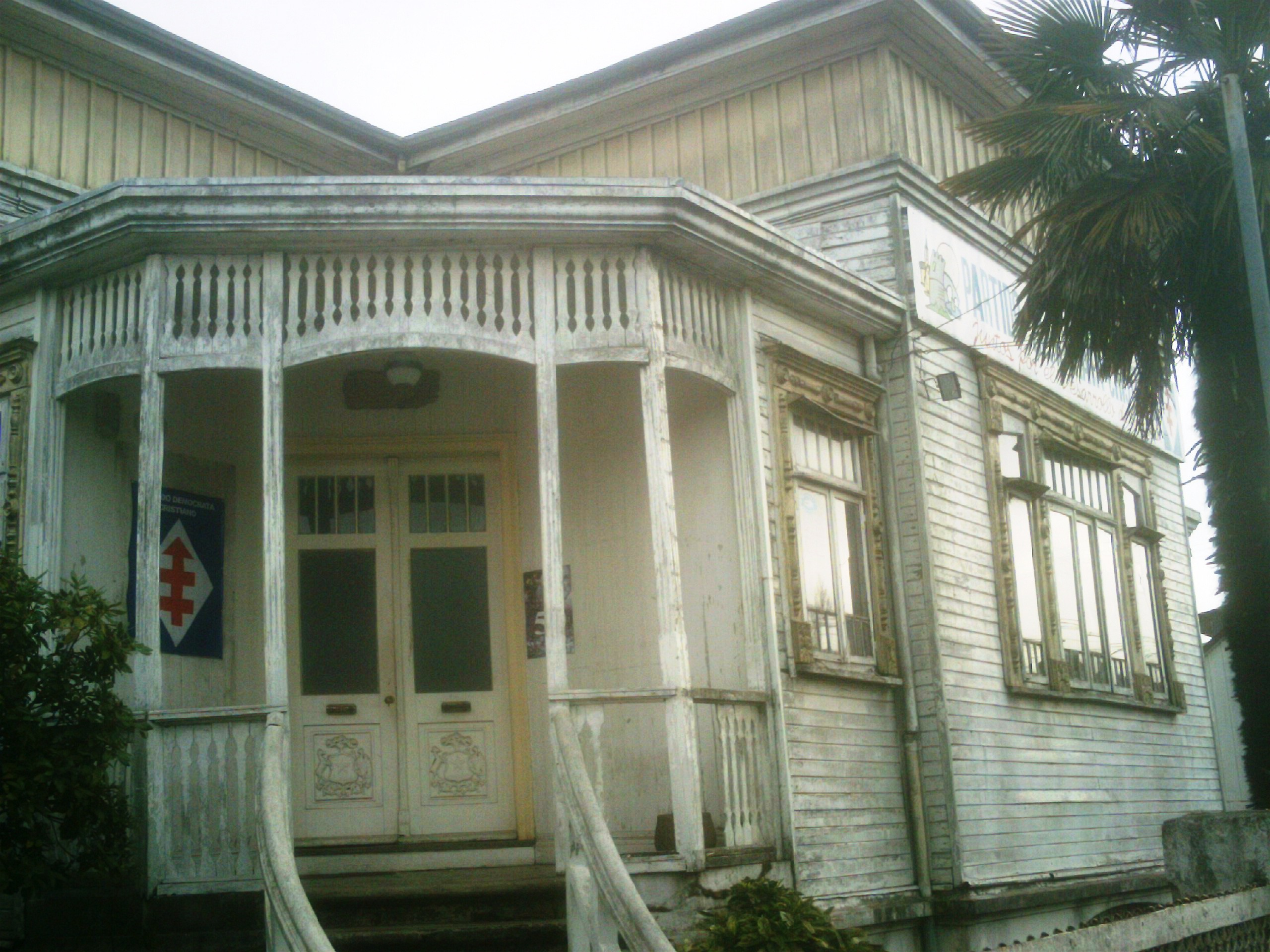
Sede del PDC en Valdivia.

La Junta Nacional. La Junta Nacional es el organismo permanente en el que reside la máxima representación y autoridad del partido después del Congreso Nacional. Forman la Junta Nacional los miembros del Consejo Nacional, los parlamentarios en ejercicio, los expresidentes nacionales del partido, los directores nacionales de los departamentos del partido, los presidentes provinciales, los delegados provinciales, un miembro de cada una de las directivas nacionales, de las federaciones y confederaciones de empleados y obreros, de las federaciones y confederaciones de estudiantes y de los colegios profesionales en las que haya militantes del partido. Y por el Congreso Nacional del partido: el Congreso Nacional es el organismo democrático en que reside la suprema autoridad del partido, llamado a formular y revisar su declaración de principios y programa, a aprobar y modificar sus estatutos y a decidir los rumbos fundamentales de su acción política. El consejo nacional del partido deberá celebrarse al menos una vez cada tres años.

### Mesa directiva
Las últimas mesas directivas del PDC han sido las siguientes:
La mesa directiva del PDC fue electa el 29 de marzo de 2015, ocasión en la que se enfrentaron las listas encabezadas por Rodrigo Albornoz, exseremi de Justicia; Ricardo Hormazábal exdiputado, senador y expresidente de la colectividad, frente a la lista encabezada por el senador Jorge Pizarro. Esta última se alzó como la ganadora con más de un 70% de apoyo, dejando como presidente nacional de la colectividad a Pizarro, y como su secretario nacional, a Gonzalo Duarte Leiva.
Como primer vicepresidente asumió el diputado Fuad Chahin, la segunda vicepresidencia fue ocupada por la diputada Yasna Provoste, y como tercer vicepresidente el diputado Sergio Espejo Yaksic. Matías Walker ocupó la cuarta vicepresidencia; María Soledad Lucero y Gustavo Paulsen, ocuparon la quinta y sexta vicepresidencia respectivamente, mientras que la séptima estuvo a cargo de la senadora Carolina Goic.
El 2 de abril de 2016, el senador Jorge Pizarro renunció a su cargo; por su parte, la Junta Nacional del partido decidió nombrar como presidenta a la senadora Goic. En agosto de 2017, al asumir como precandidata presidencial suspende temporalmente su presidencia, asumiendo como presidente del partido el vicepresidente Matías Walker.
Tras la elección presidencial, el 20 de noviembre de 2017, Goic renunció a la presidencia del partido, asumiendo como presidenta subrogante (s), el 28 de noviembre de 2017, la dirigenta Myriam Verdugo Godoy y como primer vicepresidente Osvaldo Badenier. Desde el 22 de junio de 2018, asumió la presidencia del partido Fuad Chahin, quien renunció al cargo el 18 de mayo de 2021, tras los malos resultados en las elecciones de constituyentes del 15 y 16 mayo de ese año, asumiendo la dirección del partido la primera vicepresidenta Carmen Frei, en carácter de interina y como titular con posterioridad, por el periodo restante.
El 13 de marzo de 2022 se realizó la segunda vuelta para elegir a la nueva directiva. Felipe Delpin, alcalde de La Granja, se impuso a la diputada Johana Pérez en la presidencia por un estrecho margen de 300 votos, en una contienda que participaron cerca de 12 mil militantes. Tras la derrota de la opción "Apruebo" en el plebiscito del 4 de septiembre de 2022, Delpin dio un paso al costado y la DC acordó designar en el cargo, de manera interina, al primer vicepresidente, Aldo Mardones. Luego, el Consejo Nacional de la DC designó, de forma unánime el 10 de noviembre de 2022, al diputado Alberto Undurraga como nuevo timonel.
El 18 de marzo de 2024 la DC renovó su directiva. Mantuvo a Alberto Undurraga como presidente del partido e integró al senador Francisco Huenchumilla como primer vicepresidente y a la exministra del Trabajo y excomisionada experta constitucional Alejandra Krauss como secretaria nacional. Sin embargo, para el 26 de julio de 2025, Undurraga renuncia a la presidencia del partido, luego de que la junta nacional de la colectividad resolviera apoyar la candidatura presidencial de Jeannette Jara (PCCh), apoyo que provocó diferencias y tensiones al interior del partido. Quedó como presidente interino el senador Francisco Huenchumilla.

### Presidentes
| Foto | Nombre                           | Período                                         |
| ---- | -------------------------------- | ----------------------------------------------- |
|      | Rafael Agustín Gumucio           | 1957-1958                                       |
|      | Patricio Aylwin Azócar           | 1958-1960                                       |
|      | Narciso Irureta Aburto           | 1960-1961                                       |
|      | Renán Fuentealba Moena           | 1961-1965                                       |
|      | Patricio Aylwin Azócar           | 1965-1967                                       |
|      | Rafael Agustín Gumucio           | 1967-1968                                       |
|      | Jaime Castillo Velasco           | 1969-1970                                       |
|      | Benjamín Prado Casas             | 1970-1971                                       |
|      | Narciso Irureta Aburto           | 1971-1972                                       |
|      | Renán Fuentealba Moena           | 1972-1973                                       |
|      | Patricio Aylwin Azócar           | 1973-1976                                       |
|      | Andrés Zaldívar Larraín          | 1976-1982                                       |
|      | Gabriel Valdés Subercaseaux      | 1982-1987                                       |
|      | Patricio Aylwin Azócar           | 1987-1989                                       |
|      | Andrés Zaldívar Larraín          | 1989-1991                                       |
|      | Eduardo Frei Ruiz-Tagle          | 14 de diciembre de 1991-31 de mayo de 1993      |
|      | Gutenberg Martínez Ocamina       | 31 de mayo de 1993-23 de julio de 1994          |
|      | Alejandro Foxley Rioseco         | 23 de julio de 1994-4 de mayo de 1997           |
|      | Enrique Krauss Rusque            | 4 de mayo de 1997-31 de mayo de 1999            |
|      | Roberto León Ramírez             |                                                 |
|      | Gutenberg Martínez Ocamina       | 11 de junio de 1999-7 de febrero de 2000        |
|      | Ricardo Hormazábal Sánchez       | 16 de abril de 2000-20 de julio de 2001         |
|      | Patricio Aylwin Azócar           | 20 de julio de 2001-27 de enero de 2002         |
|      | Adolfo Zaldívar Larraín          | 27 de enero de 2002-8 de mayo de 2006           |
|      | Soledad Alvear Valenzuela        | 8 de mayo de 2006-28 de octubre de 2008         |
|      | Jorge Burgos Varela              | 28 de octubre de 2008-14 de diciembre de 2008   |
|      | Juan Carlos Latorre Carmona      | 14 de diciembre de 2008-3 de septiembre de 2010 |
|      | Ignacio Walker Prieto            | 3 de septiembre de 2010-27 de abril de 2015     |
|      | Jorge Pizarro Soto               | 27 de abril de 2015-2 de abril de 2016          |
|      | Carolina Goic Borojević          | 2 de abril de 2016-20 de noviembre de 2017      |
|      | Myriam Verdugo Godoy             | 25 de noviembre de 2017-22 de junio de 2018     |
|      | Fuad Chahin Valenzuela           | 22 de junio de 2018-18 de mayo de 2021          |
|      | Carmen Frei Ruiz-Tagle           | 18 de mayo de 2021-7 de abril de 2022           |
|      | Felipe Delpin Aguilar            | 7 de abril de 2022-7 de septiembre de 2022      |
|      | Aldo Mardones Alarcón (S)        | 7 de septiembre de 2022-11 de noviembre de 2022 |
|      | Alberto Undurraga Vicuña         | 11 de noviembre de 2022-26 de julio de 2025     |
|      | Francisco Huenchumilla Jaramillo | 26 de julio de 2025-presente                    |

## Eslóganes de campaña

### Elecciones parlamentarias
| Año  | Eslogan                                                                                |
| ---- | -------------------------------------------------------------------------------------- |
| 1961 | Somos avanzada social Juventud chilena, ¡Adelante!                                     |
| 1965 | Un parlamento para Frei Con la Democracia Cristiana, brilla el sol                     |
| 1969 | Avanza el Pueblo, Avanza con Nosotros                                                  |
| 1973 | Somos Pueblo y Organización                                                            |
| 1989 | Brilla el sol con la nueva primavera, para unir a la gente                             |
| 1993 | Con toda confianza                                                                     |
| 1997 | La Democracia Cristiana une a Chile                                                    |
| 2001 | Juntos por el trabajo, para un Chile con todos                                         |
| 2005 | Chile debe crecer para todos: con trabajo                                              |
| 2009 | Contigo, vamos a vivir mejor Vive soñando un nuevo sol                                 |
| 2013 | Vota de verdad, Democracia Cristiana Somos la Mayoría. Estamos con Michelle            |
| 2017 | La Democracia Cristiana, siempre por Chile. Estar con la gente, ése es nuestro centro. |

### Elecciones Presidenciales y Primarias
| Año                            | Eslogan                |
| ------------------------------ | ---------------------- |
| 1993 (Eduardo Frei Ruiz-Tagle) | Frei, Ahora            |
| 1999 (Andrés Zaldívar)         | A ganar, otra vez      |
| 2005 (Soledad Alvear)          | Alvear, Avanza Conmigo |
| 2009 (Eduardo Frei Ruiz-Tagle) | Chile Gana con Frei    |
| 2013 (Claudio Orrego)          | Chile se Atreve        |
| 2017 (Carolina Goic)           | ¡Yo me atrevo!         |
| 2021 (Yasna Provoste)          | Ahora Yasna            |

### Elecciones municipales
| Año       | Eslogan |
| --------- | --- |
| 1963 1971 | El Gobierno del Pueblo comienza en los Municipios La Democracia Cristiana es tu respaldo Chileno: no estás solo ; el PDC está contigo. |
| 1992      | Gente al servicio de su comuna |
| 1996      | Es la fuerza para Crecer |
| 2000      | Con fe las personas; la Democracia Cristiana une                                                                                       |
| 2004      | Yo quiero mi barrio mejor |
| 2008      | Por una mejor comuna |
| 2012      | Mi voto une a Chile |
| 2016      | Volvamos a confiar |

### Plebiscitos
| Año  | Eslogan                                                                    |
| ---- | -------------------------------------------------------------------------- |
| 1988 | Chile, la alegría ya viene, La Democracia Cristiana dice no a la dictadura |
| 1989 |                                                                            |
| 2020 | Yo Voto Apruebo, #SomosLaDC                                                |

## Resultados electorales

### Elecciones presidenciales
|  | 20.70 % |

|  | 56.09 % |

|  | 28.08 % |

|  | 55.17 % |

|  | 57.98 % |

|  | 47.95 % |

|  | 51.31 % |

|  | 45.96 % |

|  | 53.50 % |

|  | 29.60 % |

|  | 48.39 % |

|  | 46.70 % |

|  | 62.17 % |

|  | 5.88 % |

|  | 11.60 % |

### Elecciones parlamentarias
|  | 15,93 % |

|  | 14,66 % |

|  | 43,60 % |

|  | 47,84 % |

|  | 31,05 % |

|  | 34,32 % |

|  | 29,07 % |

|  | 33,88 % |

|  | 25,99 % |

|  | 32,18 % |

|  | 27,12 % |

|  | 22,35 % |

|  | 22,98 % |

|  | 29,22 % |

|  | 18,92 % |

|  | 22,85 % |

|  | 20,78 % |

|  | 29,22 % |

|  | 14,24 % |

|  | 16,63 % |

|  | 15,56 % |

|  | 16,12 % |

|  | 10,28 % |

|  | 14,28 % |

|  | 4,19 % |

|  | 4,60 % |

### Elecciones municipales
|  | 14,60 % |

|  | 19,26 % |

|  | 36,43 % |

|  | 26,07 % |

|  | 28,93 % |

|  | 26,21 % |

|  | 21,62 % |

|  | 21,90 % |

|  | 20,30 % |

|  | 17,98 % |

|  | 13,98 % |

|  | 16,51 % |

|  | 13,00 % |

|  | 11,80 % |

|  | 12,77 % |

|  | 9,10 % |

|  | 11,51 % |

|  | 3,45 % |

|  | 4,64 % |

Nota: Los resultados de la elección de regidores/concejales incluyen a los independientes apoyados por el partido.

### Elecciones de consejeros regionales
|  | 12,30 % |

|  | 9,99 % |

|  | 7,99 % |

|  | 7,09 % |

### Elecciones de convencionales constituyentes y consejeros constitucionales
|  | 3,65 % |

|  | 3,78 % |

## Autoridades

### Presidentes de la República

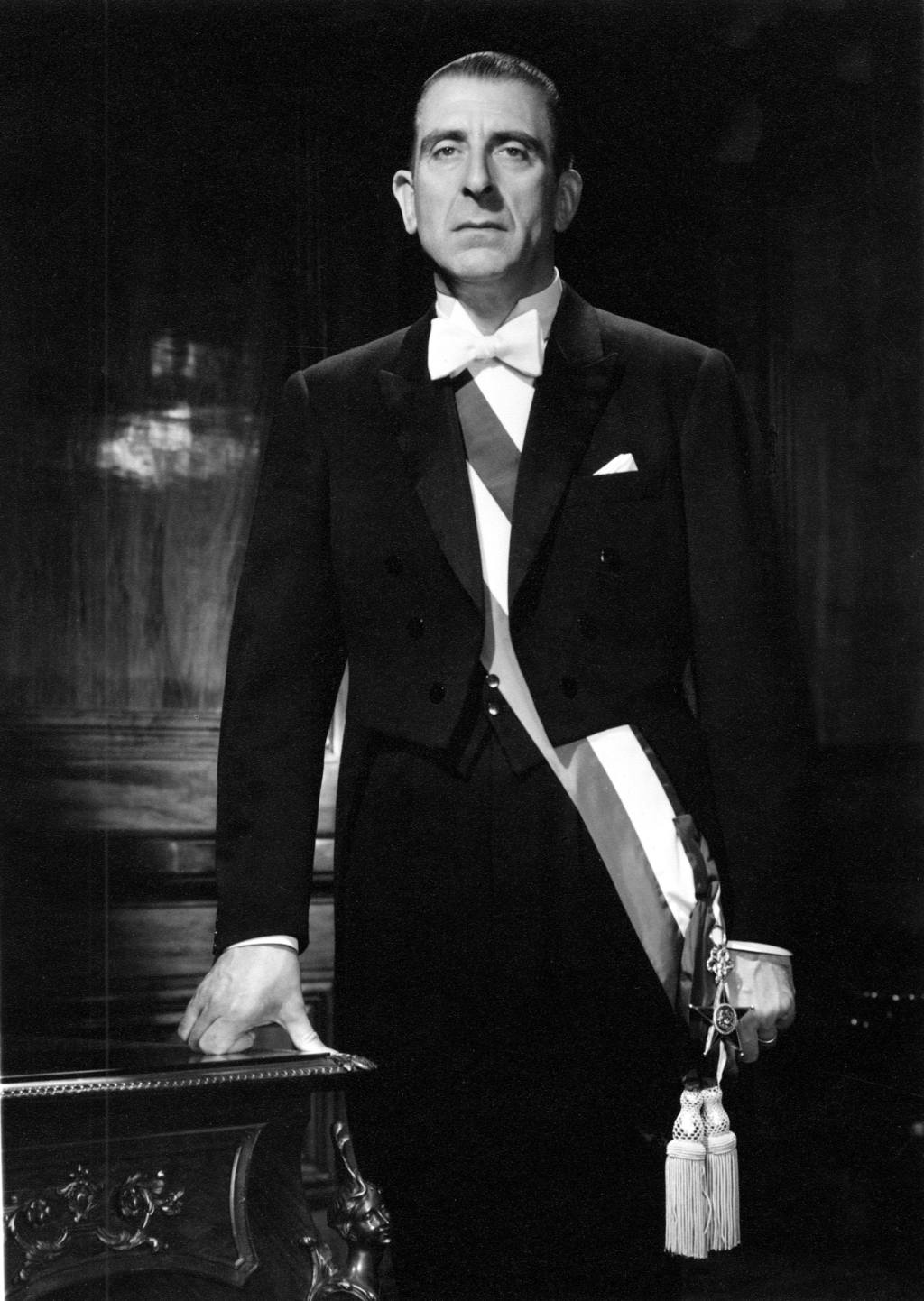
Eduardo Frei Montalva 1964-1970
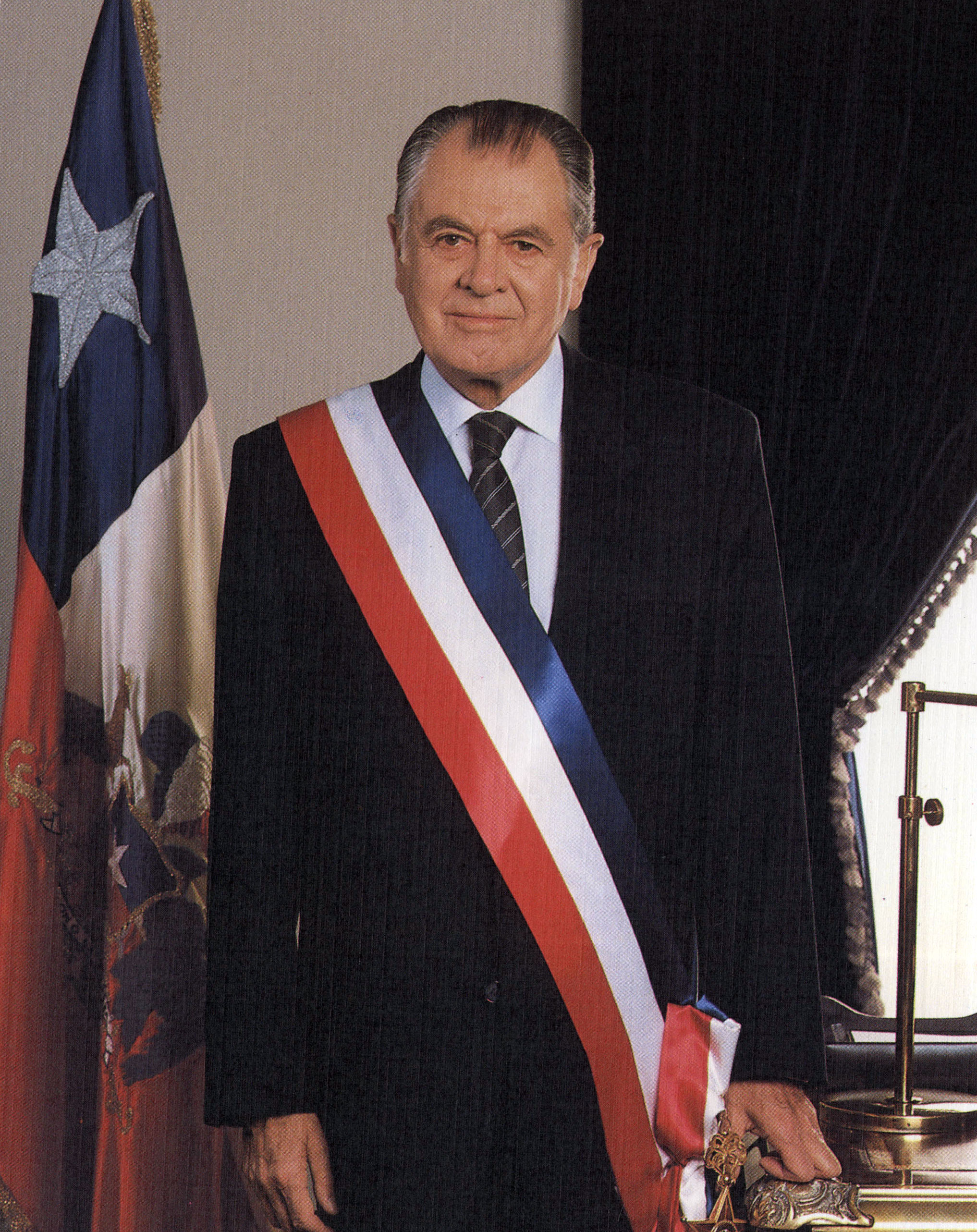
Patricio Aylwin Azócar 1990-1994
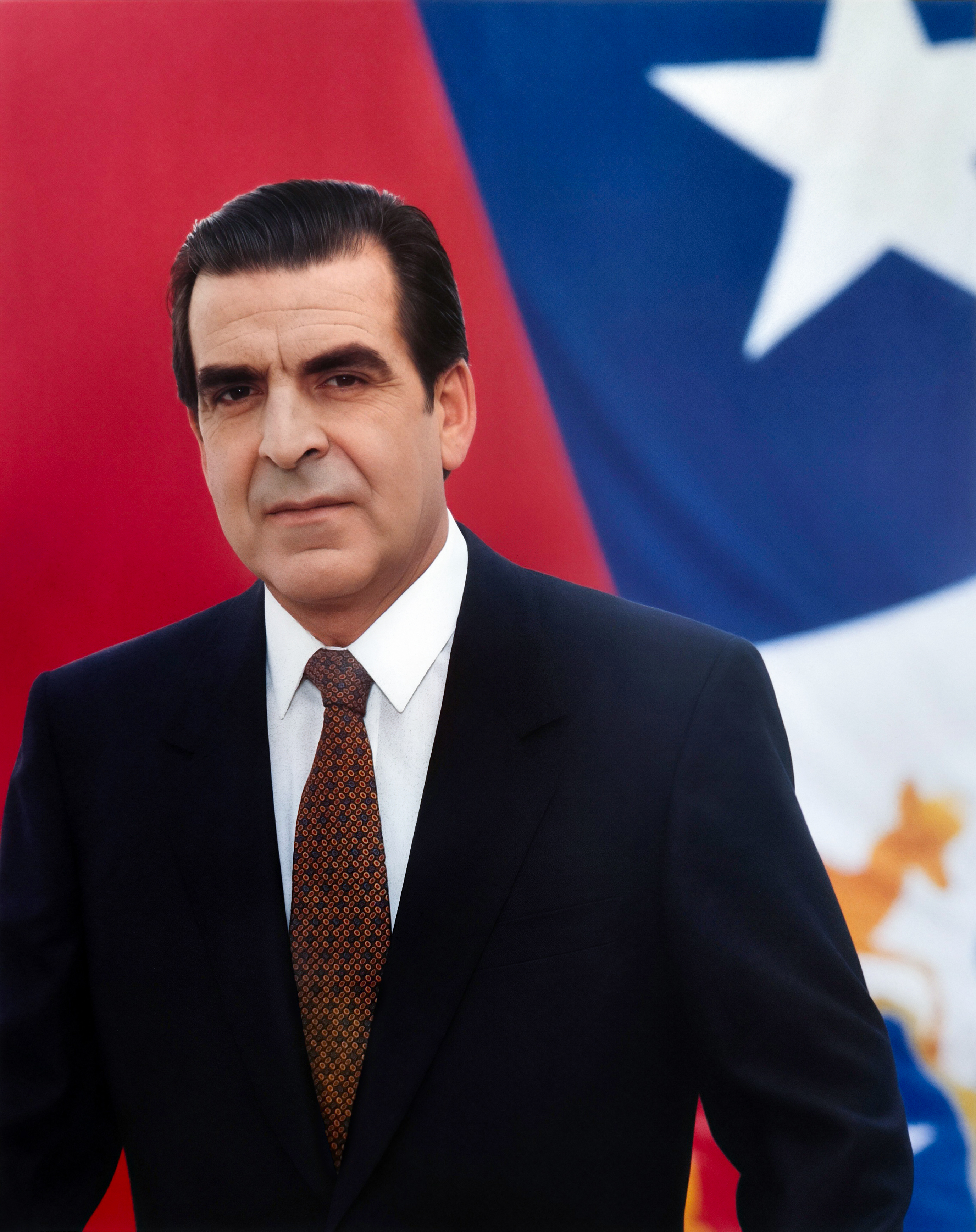
Eduardo Frei Ruiz-Tagle 1994-2000

### Parlamentarios

#### Diputados
El Partido Demócrata Cristiano tiene actualmente 5 diputados electos para el período legislativo 2022-2026.
| Diputado                 | Región        | Distrito |
| ------------------------ | ------------- | -------- |
| Ricardo Cifuentes Lillo  | Coquimbo      | 5        |
| Alberto Undurraga Vicuña | Metropolitana | 8        |
| Felipe Camaño Cárdenas   | Ñuble         | 19       |
| Eric Aedo Jeldres        | Biobío        | 20       |
| Héctor Barría Angulo     | Los Lagos     | 25       |

#### Senadores
El Partido Demócrata Cristiano tiene tres senadores.
| Senador                          | Región    | Circunscripción | Período   |
| -------------------------------- | --------- | --------------- | --------- |
| Yasna Provoste Campillay         | Atacama   | IV              | 2018-2026 |
| Francisco Huenchumilla Jaramillo | Araucanía | XI              | 2018-2026 |
| Iván Flores García               | Los Ríos  | XII             | 2022-2030 |

### Consejeros regionales
El Partido Demócrata Cristiano, incluidos los independientes (*) apoyados por el partido, tiene 34 consejeros regionales electos para el periodo 2022-2025 en todas las regiones del país, a excepción de la Región de Atacama.
| Nombre                       | Región                         | Consejeros regionales | Circunscripción provincial |
| ---------------------------- | ------------------------------ | --------------------- | -------------------------- |
| Claudio Acuña Le-Blanc       | Arica y Parinacota             | 2/14                  | Arica                      |
| Daniel Linares Zegarra       | Arica y Parinacota             | 2/14                  | Parinacota                 |
| Carlos Mancilla Riveros*     | Tarapacá                       | 2/14                  | Iquique                    |
| Abraham Díaz Mamani          | Tarapacá                       | 2/14                  | Tamarugal                  |
| Sandra Berna Martínez        | Antofagasta                    | 2/16                  | El Loa                     |
| Patricio Tapia Julio         | Antofagasta                    | 2/16                  | Tocopilla                  |
| Darwin Ibacache Olivares     | Coquimbo                       | 3/16                  | Choapa                     |
| Lombardo Toledo Escorza      | Coquimbo                       | 3/16                  | Elqui                      |
| Wladimir Pleticosic Orellana | Coquimbo                       | 3/16                  | Limarí                     |
| José Aliaga Cruz             | Valparaíso                     | 4/28                  | Quillota                   |
| Cristián Mella Andaur        | Valparaíso                     | 4/28                  | Quillota                   |
| Roy Crichton Orellana        | Valparaíso                     | 4/28                  | San Antonio                |
| Rolando Stevenson Velasco    | Valparaíso                     | 4/28                  | San Felipe                 |
| Carlos Escobar Paredes       | Metropolitana de Santiago      | 1/34                  | Chacabuco                  |
| Juan Díaz Burgos             | O'Higgins                      | 1/16                  | Cachapoal II               |
| Roberto García Parra         | Maule                          | 2/20                  | Curicó                     |
| Ivonne Oses Castro           | Maule                          | 2/20                  | Talca                      |
| Iter Stuardo Malverde*       | Ñuble                          | 1/16                  | Itata                      |
| Teresa Stark Ortega          | Biobío                         | 1/16                  | Arauco                     |
| Manuel Aravena Saavedra*     | Araucanía                      | 2/20                  | Cautín II                  |
| Mónica Rodríguez Rodríguez   | Araucanía                      | 2/20                  | Malleco                    |
| Waldo Flores Vera            | Los Ríos                       | 2/14                  | Renco                      |
| Héctor Pacheco Rivera        | Los Ríos                       | 2/14                  | Valdivia                   |
| Nelson Águila Cerpa          | Los Lagos                      | 3/16                  | Chiloé                     |
| Juan Cárcamo Cárcamo         | Los Lagos                      | 3/16                  | Llanquihue                 |
| José Muñoz Uribe             | Los Lagos                      | 3/16                  | Osorno                     |
| Sergio González Bórquez      | Aysén                          | 5/14                  | Aysén                      |
| Jorge Abello Moll            | Aysén                          | 5/14                  | Capitán Prat               |
| Rocco Martinello Ávila       | Aysén                          | 5/14                  | Coyhaique                  |
| Eduardo Cruces Burgos        | Aysén                          | 5/14                  | Coyhaique                  |
| Paulina Hernández Sánchez    | Aysén                          | 5/14                  | General Carrera            |
| Víctor Pérez Santana*        | Magallanes y Antártica Chilena | 3/14                  | Antártica Chilena          |
| Miguel Sierpe Gallardo       | Magallanes y Antártica Chilena | 3/14                  | Magallanes                 |
| Patricio Gamin Bustamante    | Magallanes y Antártica Chilena | 3/14                  | Última Esperanza           |

### Alcaldes y concejales
El Partido Demócrata Cristiano tiene 49 alcaldes electos en el periodo 2021-2024.
| Alcalde                            | Comuna               | Región             |
| ---------------------------------- | -------------------- | ------------------ |
| Cristian Javier Zavala Soto        | Camarones            | Arica y Parinacota |
| Patricio Ferreira Rivera           | Alto Hospicio        | Tarapacá           |
| Richard Godoy Aguirre              | Pozo Almonte         | Tarapacá           |
| Denis Cortes Aguilera              | Illapel              | Coquimbo           |
| Pedro Castillo Díaz                | Combarbalá           | Coquimbo           |
| Rafael Vera Castillo Díaz          | Vicuña               | Coquimbo           |
| Edgardo González Arancibia         | Llay-Llay            | Valparaíso         |
| Pedro Caballería Díaz              | Rinconada            | Valparaíso         |
| Gonzalo Vergara Lizana             | Panquehue            | Valparaíso         |
| Felipe Delpin Aguilar              | La Granja            | Metropolitana      |
| Claudia Pizarro Peña               | La Pintana           | Metropolitana      |
| Nibaldo Meza Garfia                | Peñaflor             | Metropolitana      |
| Carolina Leitao Álvarez-Salamanca  | Peñalolén            | Metropolitana      |
| Roberto Torres Huerta              | Alhué                | Metropolitana      |
| Gustavo Toro Quintana              | San Ramón            | Metropolitana      |
| Gloria Paredes Valdés              | Palmilla             | O'Higgins          |
| Tulio Contreras Álvarez            | Placilla             | O´Higgins          |
| Marcos Aurelio Fuentes Ulloa       | Pichidegua           | O´Higgins          |
| Carolina Alejandra Muñoz Núñez     | Hualañé              | Maule              |
| Javier Muñoz Riquelme              | Curicó               | Maule              |
| Luis Vásquez Gálvez                | Maule                | Maule              |
| Priscilla Castillo Gerli           | Molina               | Maule              |
| Juan Rojas Vergara                 | San Clemente         | Maule              |
| Jorge Silva Sepúlveda              | San Javier           | Maule              |
| Claudia Díaz Bravo                 | San Rafael           | Maule              |
| Luis Gilberto Cadegan Moran        | Yerbas Buenas        | Maule              |
| José San Martín Rubilar            | El Carmen            | Ñuble              |
| Álvaro Ortiz Vera                  | Concepción           | Biobío             |
| Jorge Roa Villegas                 | Florida              | Biobío             |
| Jorge Rivas Figueroa               | Mulchén              | Biobío             |
| Víctor Hugo Figueroa               | Penco                | Biobío             |
| Ivonne Rivas Ortiz                 | Tomé                 | Biobío             |
| Daniel Salamanca Pérez             | Santa Bárbara        | Biobío             |
| Ángel Castro Medina                | Santa Juana          | Biobío             |
| Gilberto Alegría Alegría           | Lonquimay            | Araucanía          |
| Manuel Salas Trautmann             | Nueva Imperial       | Araucanía          |
| Jorge Andrés Romero Martínez       | Gorbea               | Araucanía          |
| Luis Curumilla Sotomayor           | Curaco de Vélez      | Los Lagos          |
| Víctor Angulo Muñoz                | Llanquihue           | Los Lagos          |
| Jorge Westermeier Estrada          | Maullín              | Los Lagos          |
| Emeterio Carrillo Torres           | Osorno               | Los Lagos          |
| César Iván Crot Vargas             | Purranque            | Los Lagos          |
| Marcos Vargas Oyarzún              | Queilén              | Los Lagos          |
| Cristian Ojeda Chiguay             | Quellón              | Los Lagos          |
| Bernardo Candia Henríquez          | San Juan de la Costa | Los Lagos          |
| Carlos Gatica Villegas             | Coyhaique            | Aysén              |
| Blagomir Fernando Brztilo Avendaño | Primavera            | Magallanes         |
| Patricio Fernández Alarcón         | Cabo de Hornos       | Magallanes         |
| Marisol Andrade Cárdenas           | Porvenir             | Magallanes         |

En cuanto a los concejales, en la elección municipal de 2021, el partido obtuvo 361 candidatos electos, incluyendo a los miembros del PDC y a los independientes apoyados por el partido. Los concejales distribuidos por región para el periodo 2021-2024 son:
| Región                         | Concejales |
| ------------------------------ | ---------- |
| Arica y Parinacota             | 3          |
| Tarapacá                       | 8          |
| Antofagasta                    | 8          |
| Atacama                        | 3          |
| Coquimbo                       | 22         |
| Valparaíso                     | 43         |
| Metropolitana de Santiago      | 41         |
| O'Higgins                      | 27         |
| Maule                          | 33         |
| Biobío                         | 40         |
| Araucanía                      | 32         |
| Los Ríos                       | 13         |
| Los Lagos                      | 44         |
| Aysén                          | 11         |
| Magallanes y Antártica Chilena | 8          |
| Total nacional                 | 361        |